# Peyret-Saint-André
Peyret-Saint-André ist eine französische Gemeinde mit 63 Einwohnern (Stand 1. Januar 2022) im Département Hautes-Pyrénées in der Region Okzitanien (vor 2016: Midi-Pyrénées). Sie gehört zum Arrondissement Tarbes und zum Kanton Les Coteaux.

## Geographie
Peyret-Saint-André liegt circa 36 Kilometer nordöstlich von Tarbes in der historischen Provinz Quatre-Vallées an der Grenze zum Département Gers.
Umgeben wird Peyret-Saint-André von den vier Nachbargemeinden:
|          | Monlaur-Bernet (Gers)                       | Chélan (Gers)     |
|          | Kompassrose, die auf Nachbargemeinden zeigt |                   |
| Larroque |                                             | Castelnau-Magnoac |

## Einwohnerentwicklung
Nach Beginn der Aufzeichnungen stieg die Einwohnerzahl bis zum Ende des 19. Jahrhunderts auf einen Höchststand von 205. In der Folgezeit sank die Größe der Gemeinde bei kurzen Erholungsphasen bis heute.
| Jahr      | 1962 | 1968 | 1975 | 1982 | 1990 | 1999 | 2006 | 2011 | 2022 |
| --------- | ---- | ---- | ---- | ---- | ---- | ---- | ---- | ---- | ---- |
| Einwohner | 68   | 63   | 60   | 68   | 64   | 57   | 58   | 57   | 63   |

## Sehenswürdigkeiten

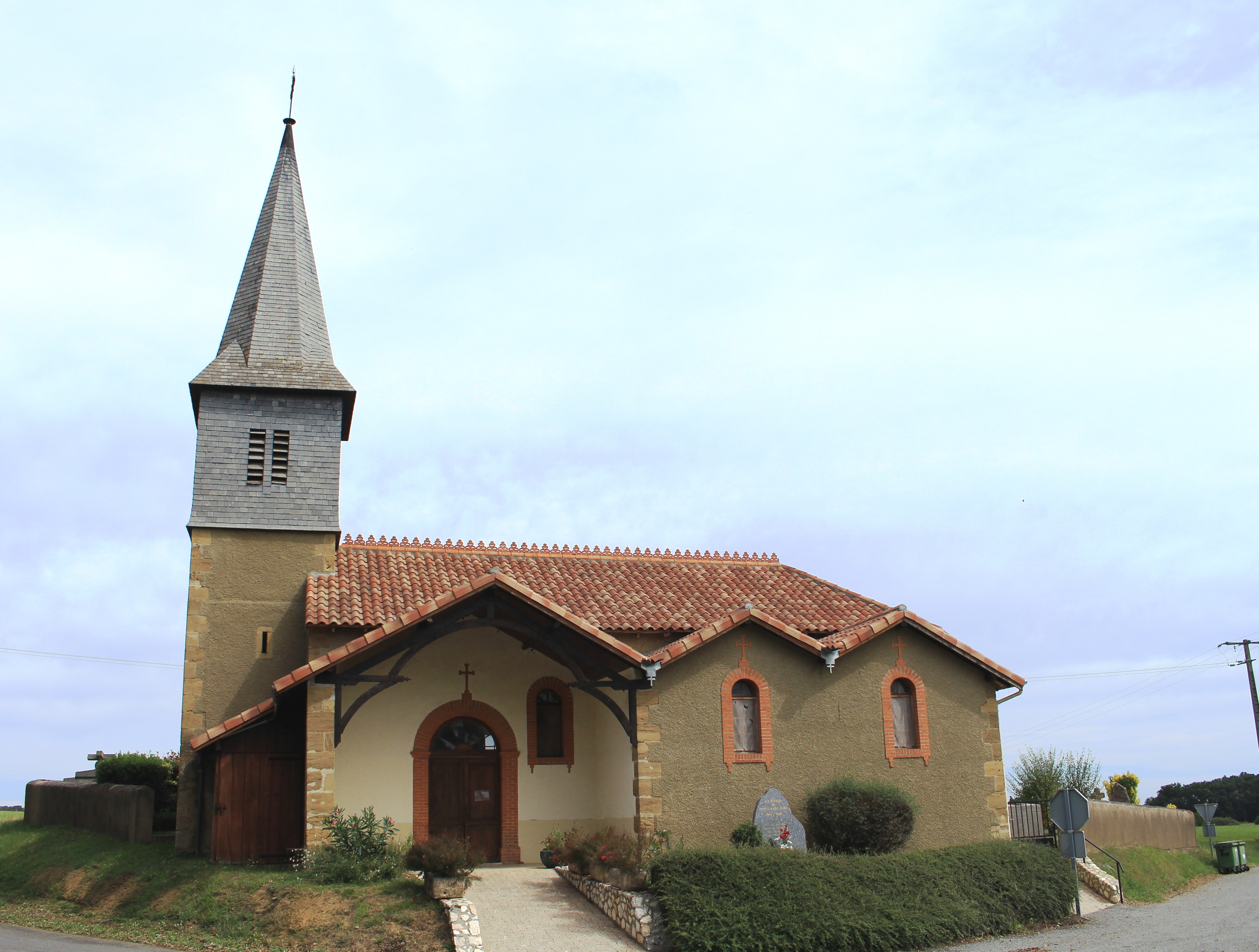
Kirche Saint-André

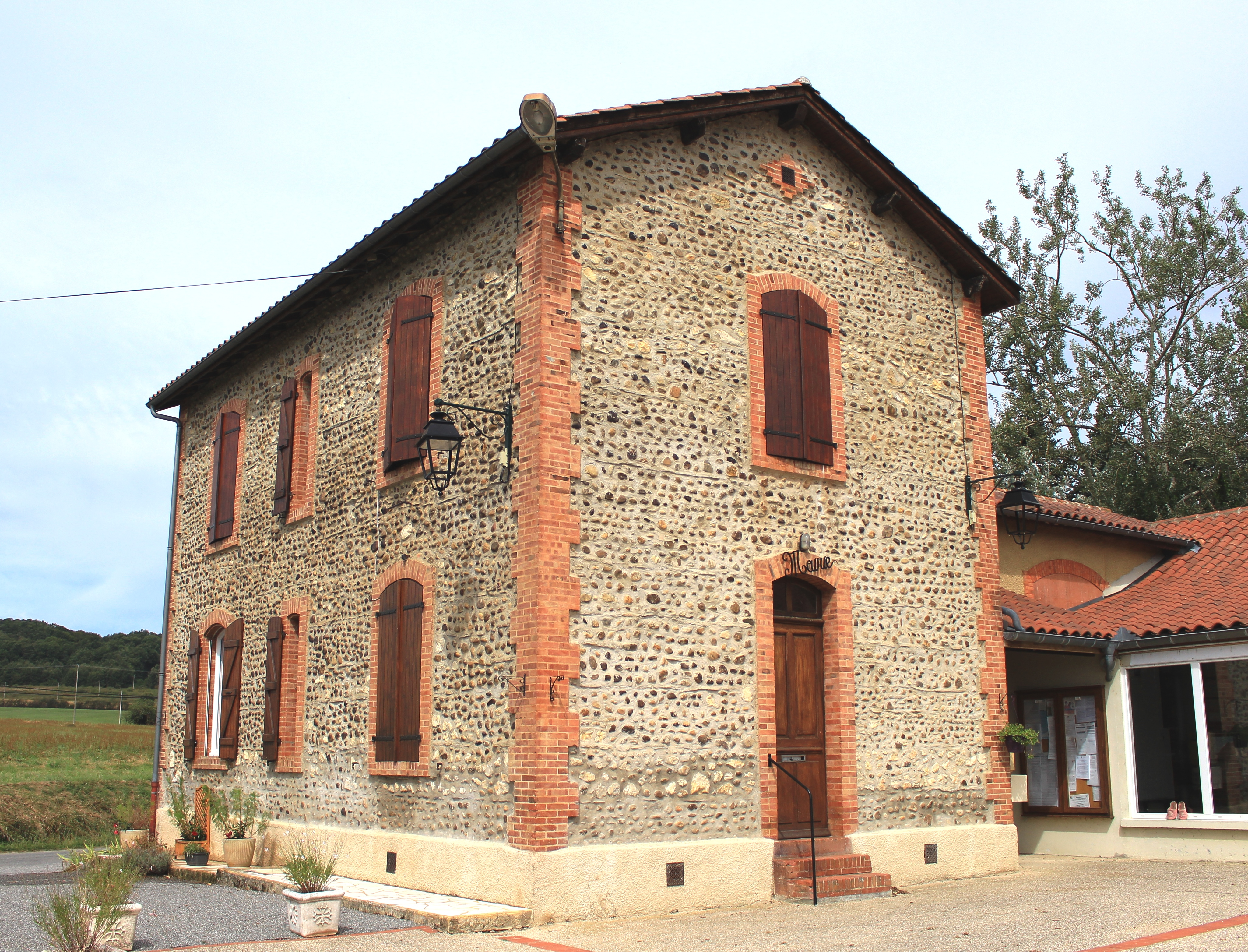
Rathaus (mairie)

- Pfarrkirche Saint-André

## Wirtschaft und Infrastruktur
Peyret-Saint-André liegt in den Zonen AOC der Schweinerasse Porc noir de Bigorre und des Schinkens Jambon noir de Bigorre.

### Verkehr
Peyret-Saint-André ist über die Routes départementals 9, 35 (Gers: 150) und 929, die ehemalige Route nationale 129, erreichbar.